# Ловрећа Села
Ловрећа Села (хрв. Lovreća Sela) је насељено место у општини Крапинске Топлице, Крапинско-загорска жупанија, Хрватска.

## Историја
До територијалне реорганизације у Хрватској била су у саставу старе општине Забок.

## Становништво
У попису становништва из 2011. године, Ловрећа Села су имала 209 становника.
| Број становника према пописима | Број становника према пописима | Број становника према пописима | Број становника према пописима | Број становника према пописима | Број становника према пописима | Број становника према пописима | Број становника према пописима | Број становника према пописима | Број становника према пописима | Број становника према пописима | Број становника према пописима | Број становника према пописима | Број становника према пописима | Број становника према пописима | Број становника према пописима |
| ------------------------------ | ------------------------------ | ------------------------------ | ------------------------------ | ------------------------------ | ------------------------------ | ------------------------------ | ------------------------------ | ------------------------------ | ------------------------------ | ------------------------------ | ------------------------------ | ------------------------------ | ------------------------------ | ------------------------------ | ------------------------------ |
| 1857                           | 1869                           | 1880                           | 1890                           | 1900                           | 1910                           | 1921                           | 1931                           | 1948                           | 1953                           | 1961                           | 1971                           | 1981                           | 1991                           | 2001                           | 2011                           |
| 271                            | 367                            | 379                            | 400                            | 441                            | 488                            | 439                            | 483                            | 459                            | 443                            | 384                            | 312                            | 284                            | 267                            | 239                            | 209                            |